# LT삼보
LT삼보 주식회사(영어: LT Sambo Co., Ltd.)는 LT그룹 계열의 종합건설 기업이다. 구본식 회장은 2018년까지 희성그룹 부회장으로 활동하다가 2019년 LT그룹을 출범, 엘티삼보를 주축으로 지배구조를 구축했다. LT그룹 계열사는 사실상 지주회사 격인 엘티삼보를 비롯하여, LT정밀(옛 희성정밀), LT메탈(옛 희성금속), LT소재(옛 희성소재) 등이 있다. 엘티삼보는 2018년 연결기준 매출 1조1536억원을 기록했다. 영업이익은 1873억원이다. 2017년 매출액 7594억원, 영업이익 954억원 대비 가파른 성장수치다.

## 연혁
- 1976년 12월 30일 '삼보지질(주)' 설립
- 1996년 4월 희성그룹 편입
- 1996년 8월 싱가포르 법인 설립
- 2006년 2월 두바이 지사 설립
- 2008년 3월 삼보이엔씨 주식회사로 상호변경
- 2009년 8월 홍콩 지사 설립
- 2012년 6월 쿠웨이트 지사 설립
- 2019년 1월 LT삼보 주식회사로 상호변경.

## 사업 분야
- 지하연속벽 시공
- 현장 타설 말뚝 시공
- 해상 공사
- 터널 공사
- 도로, 철도 공사
- 플랜트 토목
- 토공, 지반 개량
- 건축

## 같이 보기
- 대한전문건설협회
- 건설워커